# الجمالية (حي)
الجمالية هي قسم وشياخة من شياخات حي وسط بالمنطقة الغربية في محافظة القاهرة، يتمتع بشهرة تاريخية وعالمية واسعة، يعتبر مجمع تراث القاهرة منذ بنائها، فيه الأزهر الشريف، وجامع الحاكم بأمر الله، والجامع الأقمر وغيرها، وفيه أسوار القاهرة، وبواباتها، والمدارس الأيوبية والمملوكية، وخان الخليلي، والصاغة، والنحاسين.

## موقع
يحد حي الجمالية التاريخي من الشرق شارع المعز لدين الله ومنطقة بين القصرين، ومن الشمال والغرب أبواب القاهرة، الفتوح والنصر، وجزء من السور الفاطمي، ومن الجنوب شارع الأزهر.

## تاريخ
كانت شياخات الجمالية خمس القاهرة في العصر الفاطمي، وكانت فيها قصور الخلافة الفاطمية وملحقاتها وبعد نهاية الدولة الفاطمية سنة 1171 على يد صلاح الدين الايوبي تدهور حال القصر الفاطمي وأصبح يسكن في أجزاء منه عامة الناس وأسّس الأمير جهاركس الخليلي، وكان أحد أمراء الدولة المملوكية في عهد السلطان الظاهر برقوق، خان الخليلي سنة 1382 على أنقاض ترب الخلفاء الفاطميين في مصر والتي عرفت باسم «تربة الزعفران» ، وكانت على الجزء الجنوبي من قصر الخلافة الفاطمي.
في سنة 1409، حل الأمير جمال الدين يوسف الأستادار الوقفيات في منطقة رحبة باب العيد وبنى مدرسة، ومن بعده سكنت عامة الشعب في المنطقة فظهرت فيه الزقايق التي تشعبت مع مرور الأيام وظهر حي الجمالية.

## تسمية
يقال أن التسمية نسبة للأمير «جمال الدين محمود الاستادار» من عهد المماليك البرجية بعد ما بنى في الحي مدرسة سنة 1409 وكانت من أعظم مدارس القاهرة. مساحة هذا الحي العريق تقريبا 2.5 % من مساحة القاهرة الحالية. يحده من الشرق جبل المقطم الذي كان فوقه قلعة الجبل مقر إقامة وحكم سلاطين مصر، ومن الشمال حي الحسينية والظاهر، ومن الغرب أحياء باب الشعرية والموسكي، ومن الجنوب حي الدرب الأحمر.

## شياخات
يضم حي الجمالية 18 شياخة أهمها شياخة الجمالية وبرقوق وقايتباي والبندقدار والمنصورية والدراسة وبها جامع الحسين والعطوف وقصر الشوق والخواص وباب الفتوح وخان الخليلي والخرنفش وبين السورين.

## أعلام
ولد نجيب محفوظ بالحي وهو أديب مصري.
ولد عبد الفتاح السيسي بالحي وهو رئيس مصر الحالي.